# 谷中生姜

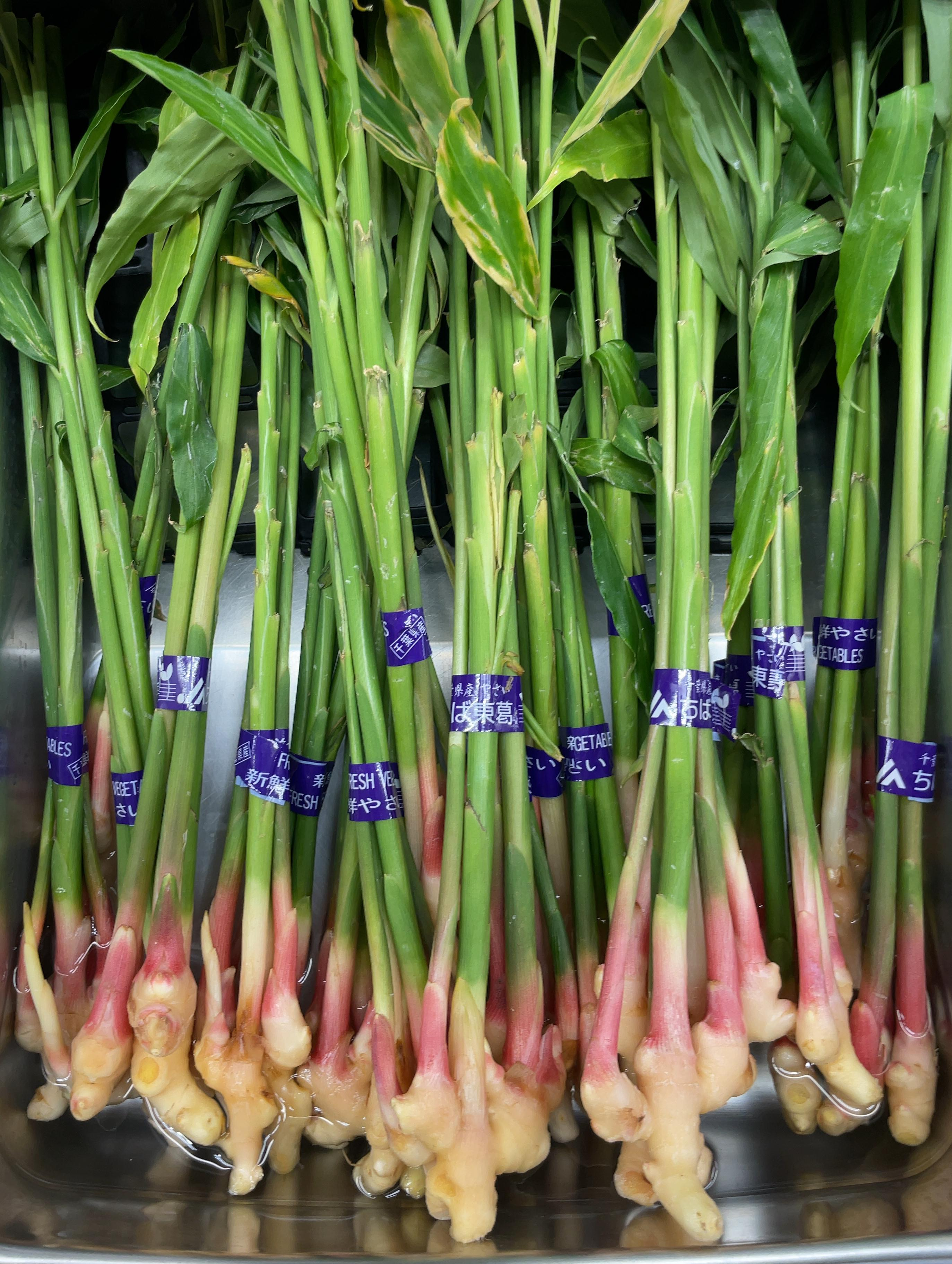
スーパーで売られている千葉県産の谷中生姜

谷中生姜（やなかしょうが）は葉ショウガの一種。谷中生姜の名称にもなっている谷中の地名は、JR日暮里駅の西側に位置する谷中銀座商店街で有名な台東区谷中ではなく、現在の荒川区西日暮里1丁目、2丁目、5丁目付近にかつてあった日暮里駅北側に位置していた、東京府北豊島郡谷中本村が由来である。
居酒屋などでの符丁で「ヤナカ」といえば味噌などが添えられた葉ショウガが供されるなど、葉ショウガの代表的な品種である。江戸東京野菜のブランド野菜でもある。

## 谷中生姜の歴史
ショウガの歴史については 「ショウガ」 を参照のこと。
谷中本村は元禄（1688年〜）には集落が形成されていたという。この地での生姜の栽培はある時、谷中本村の農夫が神田青物市場の勧めで種ショウガを三升購入したことから始まる。
1824年（文政7年）の『武江産物志』に記載があり、江戸後期の時点で谷中本村ではショウガが特産として知られていた。
1872年（明治5年）の文献『東京府志料』によれば谷中本村の生姜8450把に676円の値段がついているという記録が残っている。
出荷する生姜からはやわらかいので種ショウガは取れないため、費用面では毎年種ショウガを購入する必要があったことも原因のひとつとなり、谷中本村地域での栽培は衰退していった。
1903年の『東京府北豊島郡農業資料』によれば
何分種子購入ニ多額ニ費用ヲ要スルヲ以テ栽培ヲ増スコト遅々タルヲ免レ難シ
とあり、種ショウガが高額なので栽培量を増やしにくいことが書かれている。
また流通や都市開発の要素としては、1883年（明治16年）に日本鉄道第一区の上野 - 熊谷間が開通したことで日暮里付近の市街地化が徐々に進んでいき、谷中本村付近での栽培が減っていった。1889年（明治22年）に谷中本村は日暮里村となる。
さらに関東大震災後には日暮里周辺の農地が都市化によって減少し、結果的に栽培地は日暮里から三河島、尾久、など条件的に同様の低地に遷移していき、第二次世界大戦前には栽培される場所が埼玉などに北上していく。ただし三河島ではコスト面と軟腐病などによりあまり栽培が根付かなかった。谷中本村付近では大正期まで作られていたという。谷中本村の流通や天候の地の利と技術が条件的にもよかったと考えられている。
1918年（大正7年）11月10日に発行されている『北豊島郡誌』によれば
日暮里の葉薑（ショウガ）は谷中薑と称し、名高かりしも時勢の変遷はまた耕種するの余地なきに至り、今や尾久村独り其の名を専らにす。種類は谷中生姜の系統に属し、品質又相下らず。尾久の薑に下らざるものは、志村大字根葉（ねっぱ。現在の板橋区蓮根）に産す。根葉薑の名市場に高し。其特色とする所は性質軟しして、食して繊維を止めず、多く漬物に用ひらる
と書かれ、谷中本村と同様の低地で栽培されていたことがわかる。
関東大震災を経て徐々に栽培は減っていき、第二次世界大戦以前の時点ですでに東京では栽培はされなくなったとされる。2000年代に入って東京西部のJA東京緑では20人の生産者が栽培しており、2014年、JA東京中央会により江戸東京野菜に登録された。2020年現在、谷中生姜の産地は主に千葉県となり、ブランド名として谷中生姜の名称が使われている。

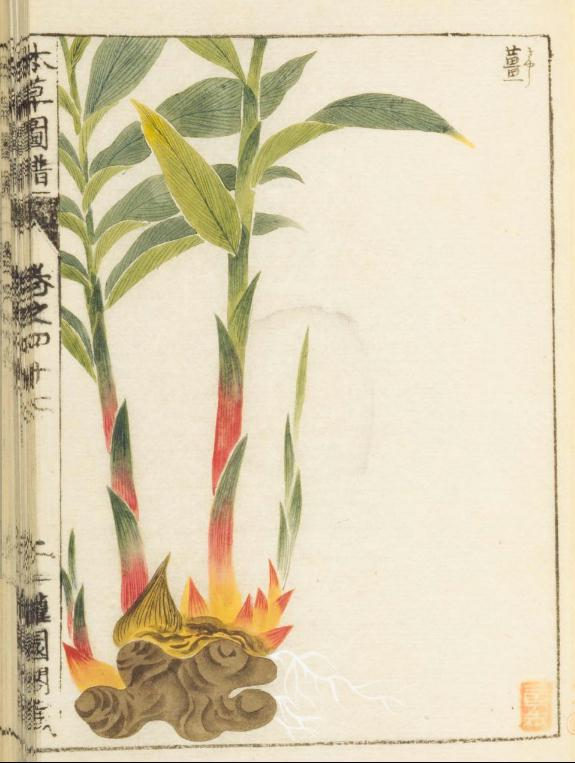
谷中生姜とされている、薑(きょう)「本草図譜」巻之四十四　菜部葷菜類

### 谷中生姜の栽培に適した条件
以下のような条件がある
- 西日が当たらないこと
- 清水が湧くなど、きれいな水が潤沢にあること

現在の日暮里駅をはさむような形で、谷中銀座側でもある南側は武蔵野台地であり、北側は崖下と呼ばれる低地であったため、崖下に位置していた谷中本村は生姜を栽培するにあたって好条件だった。
低地のため水には不足しないが、川の氾濫などによる洪水被害も多かった谷中本村では、農家が船を所有していることも多く、流通手段として神田や日本橋に農作物を運搬することもあった。年に一度の収穫の米作では水害が起きた時に一年分の被害が生じるので、畑で野菜を作れば年に何回かの収穫が見込めるため、被害が最小限で済むという理由からも野菜が作られていた。また収穫後に鮮度が落ちやすいものは市街地に隣接している農村が有利であったため、この面でも谷中本村が好適地であった。
谷中、根津、千駄木に根差した地域雑誌『谷中・根津・千駄木』は1992年に谷中生姜を特集しており、日暮里で古くから農業を営んでいた家の子孫に話を聞いている。横山家によれば「東向きの崖下で、高台から続く関東ローム層の下のさらさらした黒い土」が適していたこと、「清水がよく涌いた」こと、「埼玉の安行」の「ショウガの種を、千住のやっちゃ場で購入」していたと語られている。また現在の荒川消防署音無川出張所付近にあった「内田家のショウガがよかった」の談もある。

## 神明社と谷中生姜

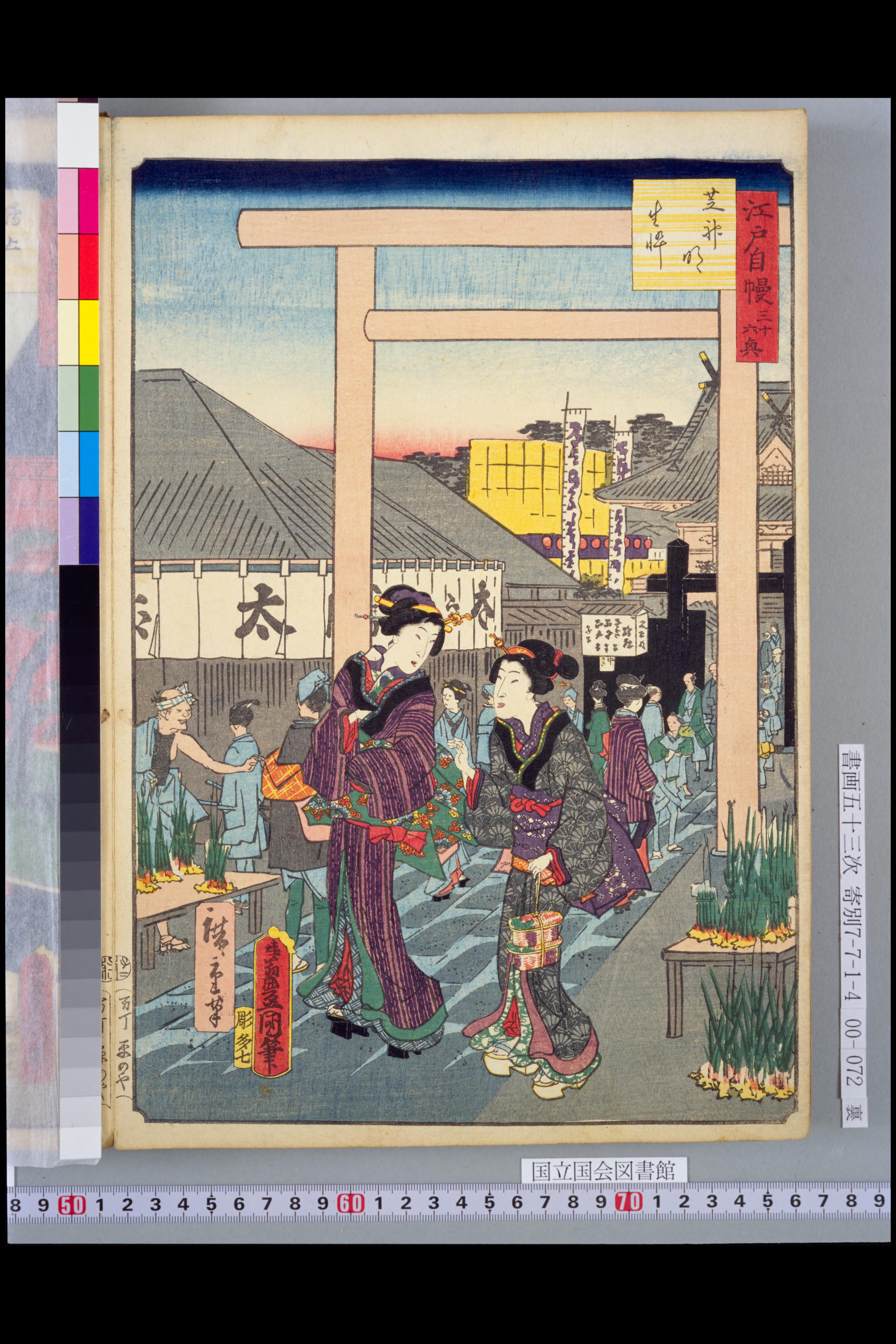
江戸自慢三十六興 芝明神せうが市

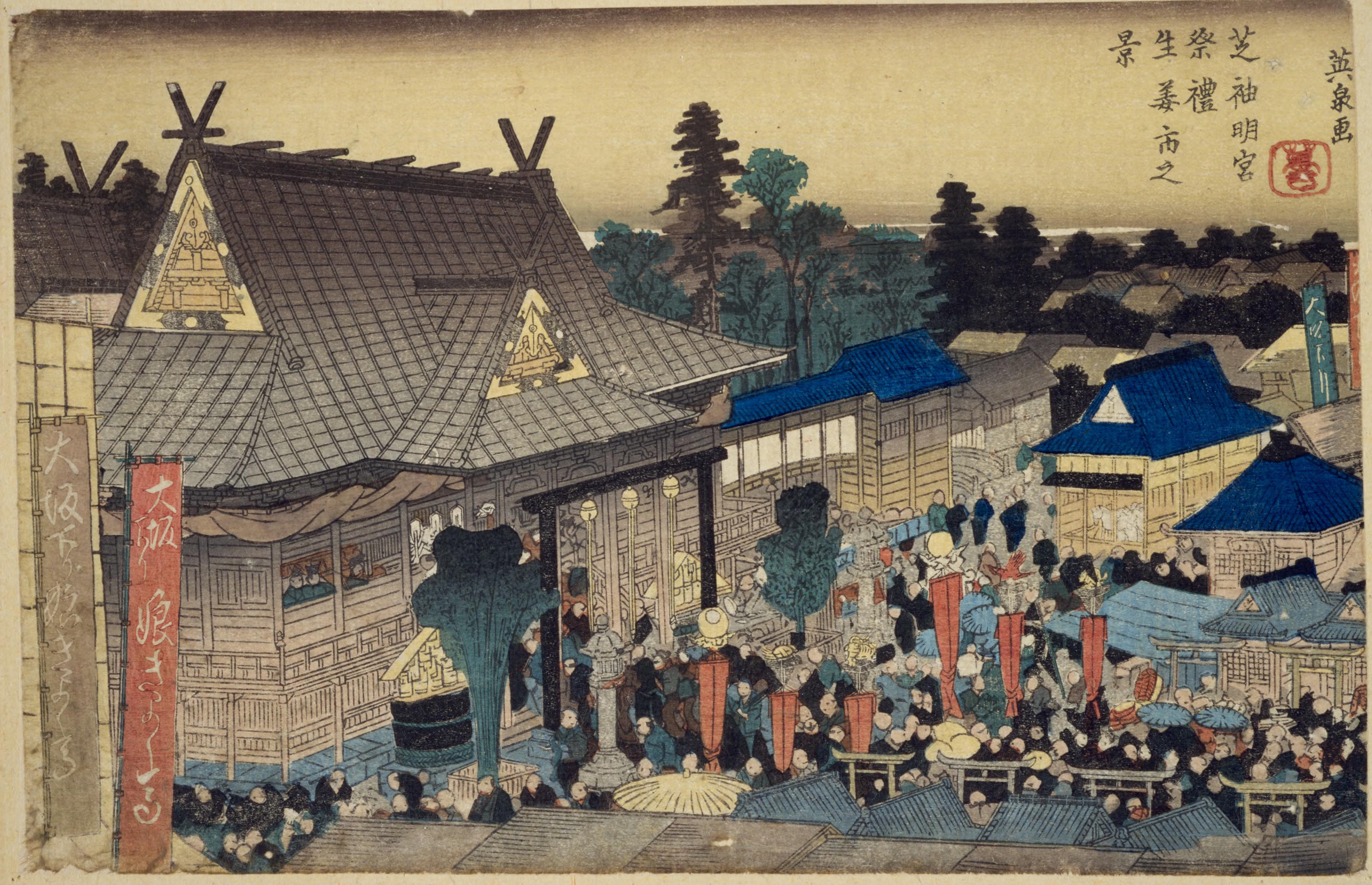
芝神明宮祭礼生姜市之景

石浜神社は「橋場の神明様」「橋場の朝日神明宮」とも呼ばれ、9月の祭礼では縁起物として生姜が売られていた。
芝神明宮でも古くから生姜市が開催されており、谷中生姜が売られていたという資料がある。他方、芝神明宮で行われている生姜市で名物なのは「めっかち生姜」と呼ばれるもので、芽を取り除いたことから「芽を欠く」などの説で名づけられたものであるという説もある。

## 分類と名称
食用のショウガは大まかに根ショウガ、新ショウガ、葉ショウガなどに分けられる。谷中生姜は葉ショウガの代表的な品種のひとつであり、葉ショウガといえば谷中生姜を指すことも多い。また葉ショウガ＝谷中生姜と同義のように呼ばれる例もある。

## 収穫と栽培
4月末から4月初頭に種ショウガを植え、7月末から9月にかけて収穫する。谷中本村で栽培されていたころは、4月ごろに千住市場や現在の埼玉県川口市から種ショウガを購入し7、8月に出荷していた。
1900年（明治33年）頃、日暮里で谷中生姜を栽培していた農家の一軒に関家があった。関家は1905年7月に東京府農事研究会第一回園芸農産共進会において、当時の東京府知事の千家尊福より生姜の栽培で一等賞を贈られており、1907年にも東京府農会園芸奨励品評会で一等賞を獲得していることが記録に残っている。その関家による書物で、荒川区の登録有形文化財でもある1899年から1902年ごろに書かれた『関家農事暦』には、1900年4月23日に生姜の種を買いに行き、翌日に植えたことが記されている。
お盆の時期に、寺の住職が檀家へ手土産として持っていくなど贈答品としても扱われ、特に東叡山寛永寺の住職は盆ショウガとして檀家周りに持って行ったという資料もある。ザルに土を入れて育てたものをそのまま送ることもあり、香りが良いのでザルに入ったまま床の間に飾ることもあった。

### 栄養素・加工品・特徴

#### 栄養素
食品成分データベースによれば、葉ショウガの栄養素は100グラムあたり 9kcal、水分96.3グラム、たんぱく質0.5グラム、炭水化物2.1グラム、灰分0.7グラムとなっている。盆ショウガは薬用としても徴用され、夏場の食欲増進が謳われることがある。

#### 加工品
東京の国分寺市では谷中生姜を使ったジンジャーシロップが作られている。
埼玉県の見沼田んぼでもかつて谷中生姜が栽培されていたことからジンジャービア（生姜の発泡酒）の製造もおこなわれている。

#### 特徴
濃い緑色の葉と、根本のピンク色、赤みがみずみずしいものが良いとされ、筋がなく辛味が少ないのが特徴。
年代的には不明なものの江戸が誇れるものを番付に見立てた『江都自慢』にも「すじなし 谷中せうが」が前頭に記載されている。

## 調理
洗って味噌などのディップをつけて生食するほか、甘酢などに漬けて食べる。肉を巻いて揚げる、生ハムを巻くなどの食べ方もある。
ショウガを使って炊き込みご飯にしたものを「谷中ごはん」と称する場合がある。

## 言及
長谷川時雨の回想録『旧聞日本橋』（1935年）には谷中生姜が登場する。
名物の谷中生姜は葉が青く生々していて、黒い土がおとされると、真白な根のきわにほの赤い皮が、風呂から出た奇麗な人の血色のように鮮かに目立った。